# Wolfgang Marcus
Wolfgang Marcus (* 15. Oktober 1927 in Görlitz; † 9. August 2016 in Ravensburg) war ein deutscher Hochschullehrer sowie Politiker (SPD) und Mitglied des Sächsischen Landtages.

## Leben
Nach der Grundschule besuchte Wolfgang Marcus ein Gymnasium in Dresden, wo er im Jahr 1946 das Abitur ablegte. In der Zeit des Nationalsozialismus war er wegen seiner nach den Rassegesetzen nichtarischen Abstammung Repressalien ausgesetzt und 1943 von der Schule verwiesen worden. Unmittelbar nach seinem Abitur wurde er wegen seines Engagements für die Junge Union verhaftet. Ihm gelang die Flucht in den Westen. Zwischen 1946 und 1952 studierte er unter anderem Philosophie, katholische Theologie, Pädagogik, Germanistik und Geschichte in Paderborn, München und Bonn. 1951 wurde er in München mit einer Dissertation über die Tertullianinterpretation zum Dr. phil promoviert. Von 1952 bis 1954 leitete Marcus den Kirchenfunk des RIAS und arbeitete als Religionslehrer in West-Berlin.
Zwischen 1954 und 1956 war er Studienreferendar in Oberhausen und Recklinghausen und anschließend von 1956 bis 1960 Studienassessor in Recklinghausen. Von 1960 bis 1990 war er Professor für Philosophie an der Pädagogischen Hochschule Weingarten. Im Sommer 1990 übersiedelte er nach Dresden. Ab Herbst 1990 war Marcus Gastprofessor für Philosophie an der TU Dresden und der PH Dresden.
Er war römisch-katholisch, seit 1954 verheiratet und Vater von fünf Kindern. 1990 wurde ihm das Bundesverdienstkreuz am Bande der Bundesrepublik Deutschland und am 19. März 2002 der Verdienstorden des Freistaats Sachsen verliehen. 2016 erhielt er die Bürgermedaille der Stadt Weingarten.

## Politik
Von 1945 bis zu seiner Flucht im Mai 1946 war Wolfgang Marcus Mitglied der sächsischen CDU. Zwischen 1971 und 1990 war er Stadtrat in Weingarten und Kreisrat im Landkreis Ravensburg sowie ehrenamtlicher Beigeordneter und Fraktionsführer der SPD. Im Jahr 1972 trat Marcus als Bundestagskandidat der SPD im Bodenseebereich an. Später war er Kreisvorsitzender der SPD in Ravensburg. Nach seiner Übersiedlung nach Dresden war er Direktkandidat der SPD für den Wahlkreis Pirna II.
Im Oktober 1990 zog Marcus über die Landesliste der SPD Sachsen anstelle der Kandidatin Anke Fuchs, die auf die Annahme ihres Mandats verzichtet hatte, in den Sächsischen Landtag ein. Dem Landtag gehörte er für eine Wahlperiode bis 1994 an. Dort war er Stellvertretender Vorsitzender im Ausschuss für Schule, Jugend und Sport sowie Mitglied im Ausschuss für Wissenschaft und Hochschulen.

## Veröffentlichungen /Festschrift
- Analogia Oikonomiae oder Oikonomia als historiologischer Zentralbegriff der altchristlichen Philosophie: Ein Beitrag zur Tertullianinterpretation. München, 1951, DNB 480902194 (Dissertation Universität München, Philosophische Fakultät, 19. März 1951, 181 Seiten),
- Der Subordinatianismus als historiologisches Phänomen: Ein Beitrag zu unserer Kenntnis von der Entstehung der altchristlichen Theologie und Kultur unter besonderer Berücksichtigung der Begriffe Oikonomia und Theologia. München: Hueber 1963
- (Hrsg.): Schule als Freiheitsprojekt: Überlegungen zum St. Benno-Gymnasium Dresden, herausgegeben im Auftrag des Katholischen Schulwerks St. Benno e. V. Benno-Verlag, Leipzig, 1996, ISBN 3-7462-1194-8.
- Heinrich Wiedemann, Mike Schmeitzner (Hrsg.): Mut zur Freiheit: Ein Leben voller Projekte. Festschrift zum 80. Geburtstag von Wolfgang Marcus. Lit, Berlin / Münster, 2007, ISBN 978-3-8258-0797-9.
- Mike Schmeitzner: Im Schatten der FDJ : die „Junge Union“ in Sachsen 1945–1950 (= Hannah-Arendt-Institut für Totalitarismusforschung: Berichte und Studien 47). Mit einem autobiographischen Essay von Wolfgang Marcus. V und R Unipress, Göttingen, 2004, ISBN 3-89971-201-3.

## Belege
- Klaus-Jürgen Holzapfel (Hrsg.): Sächsischer Landtag: 1. Wahlperiode, 1990–1994; Volkshandbuch. NDV Neue Darmstädter Verlagsanstalt, Rheinbreitbach 1991, ISBN 3-87576-265-7. S. 48 (Ausschüsse: S. 90 f.). (Stand Mai 1991)